# Bundeslied von Goethe
Bundeslied von Goethe komponeret for Mandschor og Blæseinstrumenter is een van de laatste composities van Niels Gade. Hij gebruikte daartoe de gelijknamige tekst uit 1775 van Johann Wolfgang von Goethe en schreef er muziek voor een blaasorkest bij. Gade schreef weinig muziek voor blaasorkest, maar het is niet duidelijk of Bundeslied voor een speciale gelegenheid is geschreven.